# Теорема Крейна — Мильмана

Теорема Крейна — Мильмана — важный факт из выпуклого анализа в линейных топологических пространствах.
Доказана Марком Крейном и Давидом Мильманом в 1940 году.

## Формулировка
Выпуклый компакт {\displaystyle K} в локально выпуклом пространстве {\displaystyle L} совпадает с замыканием выпуклой оболочки множества своих крайних точек {\displaystyle E(K)}. 

### Замечания
- Для бесконечномерных пространств данная теорема, как и многие другие результаты, не может быть доказана без применения аксиомы выбора или эквивалентных ей утверждений теории множеств.

- Существуют топологические векторные пространства, содержащие выпуклые компакты без крайник точек[2].

- Утверждение аналогичное теореме Крейна — Мильмана не выполняется в пространствах Адамара со слабой топологией.[3]

## Приложения
- Теорема применяется для доказательств неизоморфности различных банаховых пространств.
- Применена де Бранжем в изящном варианте доказательства теоремы Стоуна — Вейерштрасса.